# Podbreg, Vipava
Podbreg je naselje v Občini Vipava

## Prebivalstvo
Etnična sestava 1991:
- Slovenci: 102 (96,2 %)
- Neznano: 4 (3,8 %)